# The Butterfly Murders
Pour les articles homonymes, voir Butterfly.
Pour plus de détails, voir Fiche technique et Distribution.
The Butterfly Murders est un film hong-kongais réalisé par Tsui Hark, sorti le 20 juillet 1979.

## Synopsis
Le pays est tiraillé par une sanglante rivalité entre clans. Un homme du nom de Mr Tsui vient demander au propriétaire de l'imprimerie du Pont de Bambou d'imprimer un manuscrit de huit pages écrit selon lui par Fong Hong-Yei, un écrivain devenu célèbre en décrivant dans des livres, les deux guerres qui firent rage avant le début de la nouvelle ère. Mais l'imprimeur remarque vite la tromperie, ce manuscrit n'est pas écrit par la main de Fong. Démasqué, Mr Tsui, après avoir tué ce dernier, s'enfuit mais est retrouvé trois jours plus tard et est assassiné par le n°3 de l'Étendard Blanc, membre du clan Tien, propriétaire du territoire où se trouvait l'imprimerie.
Peu après le meurtre de Tsui, n°3 rejoint avec sa troupe la montagne afin d'assister à une réunion demandée par Tien Fung, le chef de guerre des Dix Étendards. Celui-ci leur parle d'un appel au secours en provenance du Château de Shum. Le propriétaire, connaissance de Tien, serait en proie aux attaques mystérieuses et sanguinaires de papillons meurtriers.

## Fiche technique
- Titre : The Butterfly Murders
- Titre original : Dié biàn (蝶變)
- Réalisation : Tsui Hark
- Scénario : Fan Lin
- Production : Ng See-yuen, Wu Sijian et Zhang Quan
- Studio de production : Seasonal Film Corporation
- Musique : Frankie Chan et Piu Chan
- Photographie : Fan Jinyu
- Montage : Huang Zhixiong et David Wu
- Pays d'origine : Hong Kong
- Format : Couleurs (Eastmancolor) - 2,35:1 - Mono - 35 mm
- Genre : Thriller horrifique
- Durée : 88 minutes
- Date de sortie : 20 juillet 1979 (Hong Kong)
- Classification : Interdit aux moins de 12 ans

## Distribution
- Lau Siu-Ming : Fong Hong-Yei
- Michelle Mee : Ombre Verte
- Wong Su-Tong : Tien Fung
- Zhang Guozhu : Maître Shum
- Chen Qiqi : Madame Shum
- Jiang Wang : Mains d'Acier
- Eddy Ko : Feu du Ciel
- Xu Xiaoling : Ah Zhi
- Hsia Kuang-li : Numéro Dix

## Autour du film
- Le film fut tourné intégralement sur l'île de Taïwan. C'était la première fois que le cinéaste s'y rendait.